# برونو تودستشيني
برونو تودستشيني (بالفرنسية: Bruno Todeschini)‏ (و. 1962 – م) هو ممثل من سويسرا . ولد في نوشاتيل.

## روابط خارجية
- برونو تودستشيني على موقع IMDb (الإنجليزية)
- برونو تودستشيني على موقع ألو سيني (الفرنسية)
- برونو تودستشيني على موقع أول موفي (الإنجليزية)
- برونو تودستشيني على موقع قاعدة بيانات الأفلام السويدية (السويدية)
- برونو تودستشيني على موقع قاعدة بيانات الفيلم (الإنجليزية)
- برونو تودستشيني على موقع كينوبويسك (الروسية)